# Prosthiostomum arctum
Prosthiostomum arctum är en plattmaskart. Prosthiostomum arctum ingår i släktet Prosthiostomum och familjen Prosthiostomidae. Inga underarter finns listade i Catalogue of Life.